# Atentado de Alejandría de 2011
El atentado de Alejandría se produjo poco después de la medianoche el 1 de enero de 2011 en Alejandría, Egipto. Un artefacto explosivo detonó afuera de la iglesia de Al-Qiddissine (San Marcos y San Pedro el Papa también conocido como Iglesia de los Santos de la Iglesia), donde los fieles coptos ortodoxos se habían reunido para celebrar la Misa en la víspera de Año Nuevo. Al menos 21 murieron y otras 70 personas resultaron heridas.  A pesar de que inicialmente se pensó que el dispositivo fue un coche bomba, las autoridades egipcias dijeron que fue perpetrado probablemente por un terrorista suicida. 

## Antecedentes
En el pasado, Al-Qaeda en Irak también había advertido a la comunidad copta en la alegación de que la comunidad había "retenido en sus monasterios" a dos mujeres, Camilia Chehata y Constantino Wafa, las esposas de los sacerdotes coptos, después de los falsos rumores de su conversión al islam.

## Ataque
El atentado ocurrió cuando cerca de 1000 fieles salieron de la iglesia de Al-Qiddissine en el barrio Sidi Bechr. Testigos vieron un automóvil Škoda verde dejado fuera de la iglesia, donde está normalmente prohibido aparcar por razones de "seguridad y protección", justo después de la medianoche y un hombre saliendo de él y utilizando su teléfono móvil sólo unos segundos antes de la explosión.
El Ministerio del Interior dijo que ocho de los heridos eran musulmanes. El Ministerio del Interior dijo que la bomba estaba llena de pequeñas piezas de metal para servir como metralla, y que un atacante suicida apoyado desde el extranjero pudo haber sido el responsable.

## Consecuencias
A raíz de los atentados, los cristianos coptos se enfrentaron con la policía y también irrumpieron en una mezquita, lo que provocó peleas con los musulmanes que luego les tiraron piedras.
El Ministerio egipcio del Interior publicó una declaración después de 12 horas después del incidente que indica que la bomba usada en el ataque fue montada localmente.

## Reacciones

### Comunidad copta en Egipto
El secretario privado del papa copto Shenouda III dijo que el incidente "nos dolió seriamente, porque es muy ajeno al amor y la armonía en la que el país vive".  A pesar del ataque, el Papa Shenouda presidirá la Misa de Navidad en la catedral de Abbaseya el 7 de enero.

### Comunidad copta en la diáspora
La comunidad ortodoxa copta en España ha señalado que no tienen "miedo de nada, ni en España, ni en Europa, ni en Egipto, ni en ningún país del mundo"

No tenemos problemas con la comunidad musulmana, pero hay fanáticos que matan sin razón. No podemos estar así toda la vida
Ashraf Zacarias

### Comunidad egipcia
- El presidente Hosni Mubarak dijo que el ataque llevaba el sello de "manos extranjeras" que buscan desestabilizar a Egipto.

La sangre de los mártires de Alejandría se ha mezclado para decirnos que todo Egipto es el objetivo del terrorismo ciego que no diferencia entre un copto y un musulmán
Hosni Mubarak

- El gobernador de Alejandría, Adel Labib culpó a Al-Qaeda.
- Un portavoz de la Universidad Islámica Al-Azhar, denunció el ataque diciendo que atacó la "unidad nacional de Egipto". Asimismo, instó a cristianos y musulmanes a mantener la calma.

### Comunidad internacional
- El Papa Benedicto XVI de la Iglesia católica, calificó el ataque como "vil gesto de muerte" y lo comparó con el de "poner bombas ahora también cerca de las casas de los cristianos en Irak para obligarlos a salir", declarando que era un acto que "ofende a Dios y a toda la humanidad". Añadió que en medio de crecientes tensiones "especialmente la discriminación, el abuso y la intolerancia religiosa que están golpeando hoy a los cristianos, en particular, una vez más hago un llamamiento urgente a no ceder al desaliento y la resignación"

Ante esta estrategia de violencia que se dirige a los cristianos y tiene consecuencias en toda la población, rezo por las víctimas y los familiares, y animo a las comunidades eclesiales a perseverar en la fe y en el testimonio de no violencia que nos viene del Evangelio
Benedicto XVI

- El secretario general de Naciones Unidas, Ban Ki-moon, dijo estar consternado por ese ataque y respalda los esfuerzos de las autoridades egipcias para llevar a los responsables ante la justicia.

- El Alto Representante de la Unión para Asuntos Exteriores y Política de Seguridad, Catherine Ashton, condenó el ataque

"sin reservas el ataque contra inocentes fieles coptos", afirmando que "no puede haber ninguna justificación para este ataque" y que "el derecho de los coptos cristianos que se reúnen y de culto libremente deben ser protegidos."
Catherine Ashton

- Siria condenó y lo denunció como un “crimen terrorista” que atenta contra “la unidad nacional y el pluralismo religioso en Egipto, y también en los demás países árabes”.

- En Líbano, Amin Gemayel, expresidente de Líbano y líder del Partido Kataeb llama el delito de "masacre" y un "genocidio".

Matanzas se llevan a cabo sin ninguna razón y sin justificación alguna contra los cristianos. Es sólo porque son cristianos. Lo que está pasando a los cristianos es un genocidio.
Amin Gemayel

- - El partido islamista chiita Hezbolá denunció “un complot peligroso contra la diversidad religiosa en más de un país árabe y musulmán”.

- El Presidente de la Autoridad Nacional Palestina, Mahmud Abbas, también condenó los ataques a llamar a un "trabajo del criminal e inhumano, que apunta a debilitar la seguridad y la estabilidad en nuestro país hermano Egipto, y de causar tensiones entre musulmanes y cristianos".
  -  Hamás, el movimiento islamista palestino, también condenó el atentado, y señaló que “está destinado a empujar a la confrontación entre musulmanes y cristianos”. Deseando lo mejor para Egipto envió sus condolencias a Egipto y a las víctimas de las familias, y expresó la esperanza de que los hechos se revelaran lo más pronto posible y que los responsables fueran llevados ante la justicia.

- Irán también condenó el ataque y presentó sus “condolencias al gobierno y la nación egipcios por la muerte de inocentes”, según el portavoz de la cancillería, Ramin Mehmanparast.

- El primer ministro israelí, Benjamin Netanyahu, dijo estar “profundamente conmovido”, así de sentido ha sido el ataque para los israelitas y su representante, así de enérgico es con el resto de religiones.

- El patriarca latino de Jerusalén, Monseñor Fouad Twal, pidió a los cristianos de Oriente Medio “coraje”, este ataque atentaba contra “nuestros esfuerzos y nuestra esperanza“.

- El vicepresidente del Consejo Superior Islámico Chiita, jeque Abdel Amir Kabalan, afirmó en Beirut que el atentado “busca sembrar la discordia, el caos y el terror en Egipto“.

## Funeral
El funeral de las víctimas se llevó a cabo en el Monasterio de Santa Mina, a unos 30 km al oeste de Alejandría. Entre 5.000 y 10 000 personas asistieron al funeral, todos los cuales rechazaron categóricamente las condolencias del presidente Hosni Mubarak, al grito de "¡No! ¡No! ¡No!" cuando el obispo Youanis intentó dar las gracias a Mubarak por sus condolencias y su declaración sobre el atentado. También expresarón su enojo con el gobernador de Alejandría, que asistió al funeral, al grito de "¡renuncia!" y "¡No te queremos!". 
Además del obispo Youanis, el Papa Shenouda III envió al delegado Metropolitano Bakhomios para presidir el entierro de los muertos en Alejandría.